# Prieuré de Saint-Lambert
Le prieuré de Saint-Lambert est un prieuré situé à Fourdrain, en France.

## Localisation
Le prieuré est situé sur la commune de Fourdrain, dans le département de l'Aisne.

## Historique
L'autel de Saint-Lambert au XIe siècle est donné par l'évêque de Laon Elinand, au nouveau chapitre régulier de Saint-Jean-du-Bourg de Laon. Celui-ci le loue d‘abord à deux ecclésiastiques puis le vend à l’abbaye, de chanoines réguliers de saint Augustin, Saint-Crépin en Chaye de Soissons en 1298. Ce prieuré reste entre les mains de cette abbaye jusqu’à la Révolution.
Le monument est inscrit au titre des monuments historiques en 1927 et 2002.